# Michael White (scrittore)
Michael White (Southend-on-Sea, 16 febbraio 1959 – Perth, 6 febbraio 2018) è stato uno scrittore britannico.
Studiò al King's College di Londra (1977-1982) e fu un docente di chimica al d'Overbroeck's College a Oxford (1984-1991); dopo il suo trasferimento in Australia fu nominato Honorary Research Fellow alla Curtin University presso Perth nel 2005.
Si dedicò anche alla musica, suonando come membro o turnista di alcuni gruppi britannici, come i Colour Me Pop e i Thompson Twins; nel contempo scriveva per GQ (edizione britannica) e il Sunday Express.
Ha scritto trentaquattro libri, molti legati a temi scientifici o storici. Particolare rilievo hanno avuto alcuni suoi libri dedicati a X-Files e "scienza di frontiera", Tolkien e personaggi storici italiani come Leonardo, Machiavelli,  Galileo Galilei e i Medici.

## Opere in italiano
- La scienza degli X-files [The science of X-files], traduzione di Isabella Blum e Carlo Capararo, Milano, Rizzoli, 1996, ISBN 88-17-84502-7.
- X-files: scienza estrema [Weird science], traduzione di Carlo Capararo, Sergio Mancini, Roberta Garbarini, Milano, Rizzoli, 1998, ISBN 88-17-86010-7.
- Leonardo: il primo scienziato [Leonardo the first scientist], traduzione di Isabella C. Blum e Nicoletta Santambrogio, Milano, Rizzoli, 2000, ISBN 88-17-86337-8.
- Newton: l'ultimo mago [Newton: the last sorcerer], traduzione di Isabella Blum e Emilio Diana, Milano, Rizzoli, 2001, ISBN 88-17-86708-X.
- La vita di J. R. R. Tolkien [Tolkien: a biography], traduzione di Luisa Saraval, Milano, Saggi Bompiani, 2002, ISBN 88-452-5252-3.
- Equinox (romanzo), traduzione di Vittorio Curtoni, Milano, Sonzogno, 2007, ISBN 978-88-454-1445-9.
- L'anello dei Borgia [The Borgia ring] (romanzo), traduzione di Maria Vecchi, Roma, Newton Compton, 2010, ISBN 978-88-541-1985-7.
- Il segreto dei Medici [The Medici secret] (romanzo), traduzione di Sandro Ristori, Roma, Newton Compton, 2016, ISBN 978-88-541-9753-4.